# Kawalerka

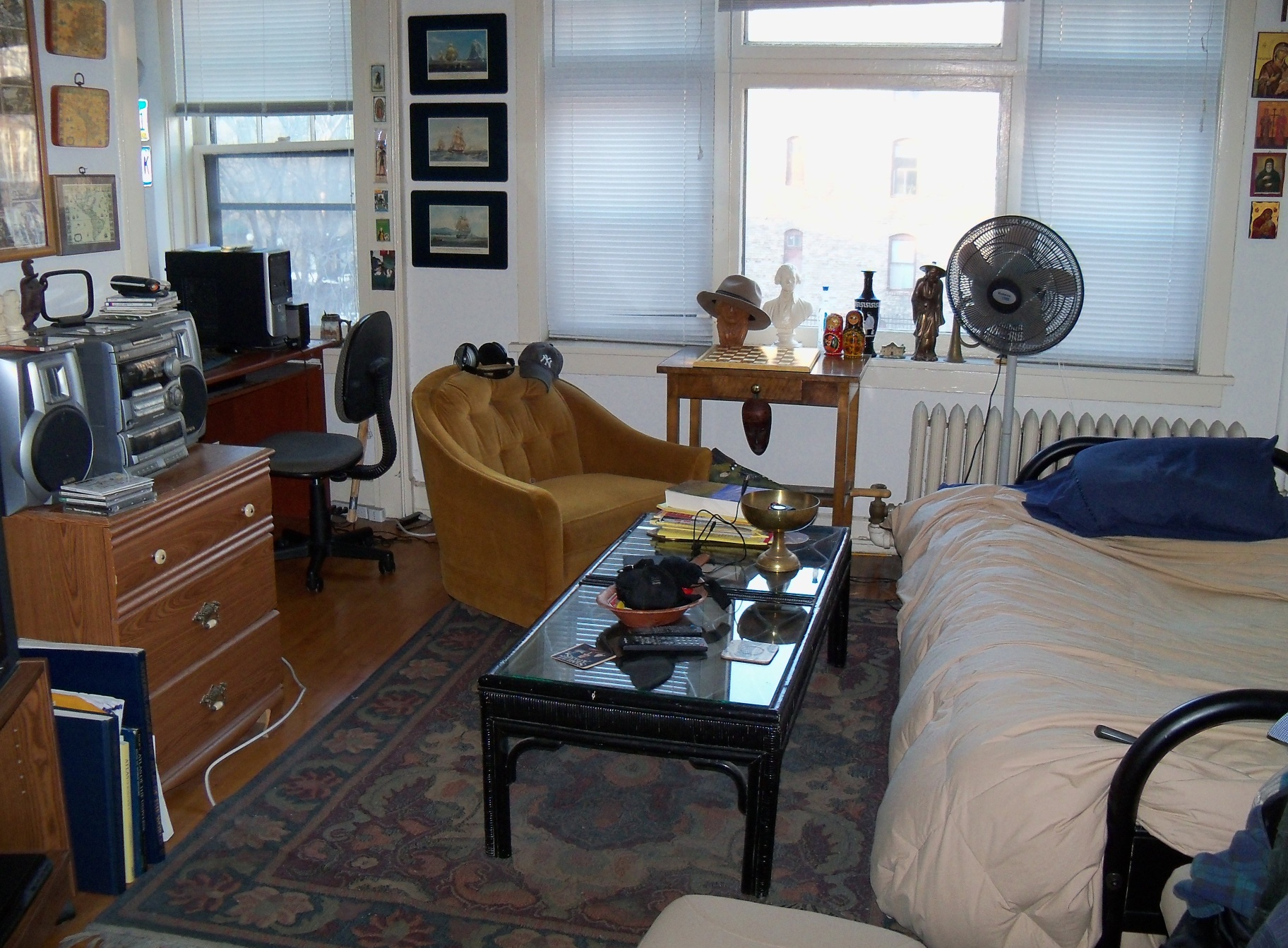
Pokój w kawalerce

Kawalerka lub z języka francuskiego garsoniera – potoczne określenie najmniejszej odmiany lokalu mieszkalnego, składającego się z jednego pokoju (z aneksem kuchennym). Z uwagi na mały metraż lokal taki przeznaczony jest przede wszystkim dla osób nieposiadających rodziny – zasadniczo dla jednej lub dwóch osób.
Kawalerki są znane ze swojej kompaktowej natury i minimalizmu w układzie przestrzennym. Ze względu na ograniczoną przestrzeń, projektowanie kawalerek wymaga starannego wykorzystania dostępnego metrażu i kreatywnych rozwiązań, takich jak meble wielofunkcyjne, składane łóżka czy rozkładane stoły. Często są one lokalizowane w centrach miast, co umożliwia łatwy dostęp do życia miejskiego oraz różnych atrakcji.
Metraż kawalerki wynosi przeważnie między 25 a 40 m².

## Przykłady projektów, które znacząco wpłynęły na współczesne projektowanie kawalerek

### Le Corbusier, Unite d’Habitation, Jednostka Marsylska
Unite d’Habitation to ikoniczny budynek mieszkalny zaprojektowany przez Le Corbusiera w latach 50. XX wieku. Koncepcja tego projektu łączyła nowoczesny minimalizm z funkcjonalnością, co zaowocowało przestronnymi kawalerkami i inteligentnym wykorzystaniem przestrzeni. Mieszkania były modułowe, co pozwalało na dostosowanie ich do różnych potrzeb mieszkańców. Budynek z żelbetu zastosował brise soleil, które zapewniały ochronę przed nadmiernym nasłonecznieniem i dodatkowo wpływało na wrażenie przestrzenności pomieszczeń. W Unite d’Habitation znajdowały się różne rodzaje mieszkań, w tym kawalerki, co było zgodne z koncepcją Le Corbusiera dotyczącą funkcjonalności i dostępności przestrzeni mieszkalnych.
Zastosowania stworzone w Jednostce Marsylskiej mogą być wzorem projektowania małych przestrzeni, w tym kawalerek:
- Antresole – podwyższone platformy umożliwiające stworzenie dodatkowej przestrzeni, np. sypialnianej, zwalniając miejsce na podłodze.
- Funkcjonalne meble – w mieszkaniach były już w odpowiednich miejscach wielofunkcyjne, rozkładane meble. Le Corbusier zaprojektował mieszkania pod klucz, dzięki czemu mieszkańcy nie musieli się martwić jak można zmieścić meble w małym metrażu.
- Ergonomia – Le Corbusier jest twórcą pojęcia modułu – koncepcji dostosowania proporcji w projektowaniu do ciała człowieka. Zastosowanie jej w praktyce zapewnia ergonomię w przestrzeni mieszkalnej.
- Wysokie sufity – dodawały wizualnie przestronności.
- Duże okna i ażurowe elementy ścian zewnętrznych – Le Corbusier wiedział, jak wprowadzić światło naturalne do mieszkań, bez przegrzewania ich. Duża ilość światła optycznie powiększała przestrzenie.
- Kolorystyka wnętrz – jasna o niskim kontraście.
- Otwarta przestrzeń – dzięki braku ścian działowych między kuchnią, jadalnią i salonem, całe mieszkanie wydaje się większe.
- Minimalizm – Brak zagracenia dodaje schludności w przestrzeni.

### Walter Gropius, Haendelallee 3-9, Berlin
Blok przy Haendelallee 3-9, to budynek mieszkalny z 66 mieszkaniami, zaprojektowany przez czołowego członka Bauhausu Waltera Gropiusa. Kawalerki w tym budynku były przykładem nowatorskiego podejścia do projektowania mieszkań, charakteryzującego się minimalistycznym stylem, prostymi formami i starannością w zagospodarowaniu przestrzeni, co ma wielkie znaczenie przy projektowaniu kawalerek i jest zgodne z duchem idei Bauhausu.